# Gymnopus alkalivirens
Gymnopus alkalivirens är en svampart som först beskrevs av Rolf Singer, och fick sitt nu gällande namn av Halling 1997. Gymnopus alkalivirens ingår i släktet Gymnopus och familjen Marasmiaceae.   Inga underarter finns listade i Catalogue of Life.